# Denise René
Denise René (tatsächlich: Denise Bleibtreu; * Juni 1913 in Paris; † 9. Juli 2012) war eine französische Kunsthändlerin.

## Leben
Die Eltern von Denise René stammten aus Ungarn. Am 13. Juli 1944 eröffnete sie ihre Galerie im 3. Stock in der Rue de la Boétie in Paris nur für kurze Zeit, um im November des gleichen Jahres mit der ersten Ausstellung der Werke von Victor Vasarely zu starten. Ihr Anspruch war es, große Künstler – auch in Vergessenheit geratene – früherer Zeiten, die sich mit der abstrakten Kunst und ihren Vorläufern beschäftigt hatten, in einen „Dialog der Generationen“ mit jungen Künstlern der Avantgarde zu bringen.
In den ersten fünf Jahren kuratierte sie Ausstellungen mit damals schon arrivierten Künstlern wie Max Ernst, Piet Mondrian, Alexander Calder, Marcel Duchamp oder Hans Arp. Ihnen stellte sie junge Künstler wie Jean Dubuffet, Robert Jacobsen, Richard Mortensen, Victor Vasarely, Jean Tinguely, Hugo Demarco oder Yaacov Agam gegenüber. Anfang 1947 hatte sie großen Erfolg mit einer Ausstellung von Picasso Zeichnungen. Die ursprünglich von 23. Jänner bis 18. Februar vorgesehene Ausstellung wurde wegen des großen Erfolges bis 3. März verlängert. Beim diese Ausstellung ankündigenden Plakat musste aus diesem Grund das Datum überklebt werden. 1955 zeigte sie eine in Kunstkreisen weltweit beachtete Ausstellung kinetischer Kunst, die Denise René zu einem Zentrum der Avantgarde machte. Le Mouvement präsentierte vom 6. bis zum 30. April Arbeiten von Agam, Pol Bury, Calder, Duchamps Rotary Demisphere (1925), Jacobsen, Mortensen, Soto, Tinguely und Vasarely. Ein gelbes Manifest mit den Schlagworten Farbe. Licht. Bewegung. Zeit wurde als Faltblatt verteilt. Robert Breer edierte ein Daumenkino, es gab außerhalb der Ausstellung ein Begleitprogramm Avantgardefilm.
Einen weiteren Schwerpunkt ihrer Galeristentätigkeit legte sie auf Künstler aus dem osteuropäischen Raum, die in Paris nur spärlich vertreten waren und häufig unbeachtet blieben. Der Ungar Lajos Kassák, der Pole Henryk Stażewski oder der Russe Kasimir Sewerinowitsch Malewitsch hatten wie viele andere Künstler aus Osteuropa ihre internationale Entwicklung der Galeristin zu verdanken. In gleicher Weise gab sie jungen lateinamerikanischen Künstlern wie dem Venezolaner Jesús Rafael Soto Raum für ihre Kunst. Denise René gehörte zum Freundes- und Bekanntenkreis des Kunstsammlers und Mäzens Theodor Ahrenberg.
2001 wurde Denise René selbst mit einer großen Ausstellung geehrt, die unter dem Titel Denise René – une galerie dans l’aventure de l’art abstrait 1945–1978 in der Galerie des Museé national d’art moderne im Centre Georges Pompidou gezeigt wurde. Die europäische Galerienvereinigung Fédération des Associations Européennes des Galeries d’Art FEAGA verlieh ihr 2006 (zusammen mit Ellen de Bruijne) den europäischen Galerien-Preis FEAGA Award. Sie war Trägerin des Nationalordens der Ehrenlegion.